# Luziola
Luziola là một chi thực vật có hoa trong họ Hòa thảo (Poaceae).

## Loài
Chi Luziola gồm các loài: